# 第四帝国
第四帝国（だいよんていこく、独：Das Vierte Reich、英：Fourth Reich）とは、ナチス政権下のドイツ国をいう第三帝国の次に来るものという意味で用いられる語。
主に、ネオナチの台頭や、 もしくは、近年欧州連合（EU）においてドイツの影響力が高まっていることについての言及として、どちらの意図においても批判的、あるいは賛同的に用いられる。
また、創作物において第三帝国と同様の体制を敷く架空の国家（あるいはそうした思想を奉じる架空の組織）の名称として用いられることもある。

## 概要
肯定派の場合は、第三帝国と同じかもしくはそれを改善したものが多く、批判派の場合は独裁すら無い場合もある。
一般的な用法ではないが、現在のドイツ連邦共和国に対して否定的な文脈で、第四帝国の語を使った事例がある。ドイツ連邦共和国を第三帝国と重ね合わせる意図で「Fourth Reich」の語を使用したものである。リヒテンシュタインのハンス・アダム2世がユダヤ博物館への絵画の貸出し依頼を拒否する書簡の中でドイツを「Fourth Reich」と表現し、ドイツの報道関係者から批判を浴びた。
近年欧州連合（EU）においてドイツの影響力が高まっており、それを批判的に表すときにも用いられる。

## 参照
1. ↑  Heffer, Simon (2011年8月17日). “Rise of the Fourth Reich, how Germany is using the financial crisis to conquer Europe”. Daily Mail 2018年7月4日閲覧。
2. ↑  “The Fourth Reich is here - without a shot being fired” (英語). The Telegraph 2018年7月4日閲覧。
3. ↑  “Merkels Tyskland - Fjärde Riket?” (スウェーデン語) 2018年7月4日閲覧。 スウェーデン語で"Fjärde Riket"とある。
4. ↑  “'The Fourth Reich': What Some Europeans See When They Look at Germany - SPIEGEL ONLINE - International”. 2018年7月4日閲覧。